# 整形アイドル轟ちゃん
整形アイドル轟ちゃん（せいけいアイドルとどろきちゃん、1992年12月29日 ‐ ）は、日本の女性YouTuber。別名はとどろん。

## 来歴
中学2年生の時に容姿を理由にいじめを受けたことがきっかけで、美容整形に興味を持ち始めた。高校時代には声優を目指して声優養成所に通うも、容姿が整った人ほど高い評価を受けていい仕事を得ていたことから、外見至上主義を強く意識するようになった。
大学1年生の夏休み、初の美容整形となる二重瞼の切開手術を受けた。そこから鼻や口、フェイスラインなどのあらゆる整形を重ね、10年間での費用総額は1200万円にのぼる。
2014年頃より、CROOZ blogにてブロガーとして活動。
2015年4月、大学を卒業してベンチャー企業に就職するも、ブラックな労働環境のために辞職。
2016年12月10日、YouTubeチャンネル「整形アイドル轟ちゃん」を開設し、美容整形についての情報を発信するYouTuberとして活動を開始。
2017年10月、YouTuber事務所のVAZに所属。2018年7月22日より、VAZが運営するYouTubeチャンネル「Mel TV」にレギュラー出演。
2018年11月26日、顔出しをせずTwitter上で「とどろん」として活動を開始。醜形恐怖症や整形依存症などに関するネガティブな部分を赤裸々に発信。2019年2月10日には、YouTubeチャンネル「とどろん」を開設。
2019年7月31日、エッセイ『未来を決めるのは私だから王子様も魔法もいらない』をとどろん名義で出版。12月19日、エッセイ『可愛い戦争から離脱します』を出版。
2020年頃より、テレビ東京『じっくり聞いタロウ』、フジテレビ『全力!脱力タイムズ』、『ホンマでっか!?TV』、日本テレビ『ザ!世界仰天ニュース』などのテレビ番組に出演。
2021年8月20日、アパレルブランド「to do alone.」のプロデュースをとどろん名義で開始。
2022年3月31日、週刊誌『FRIDAY』にて初のグラビア撮影でセミヌードを披露。
2022年4月1日、自身が初監督と主演を務める短編映画『ご報告です、本当の愛見つけました』をYouTube上で公開。
2023年2月19日、過去に遭った所属事務所のVAZ内での嫌がらせを告発。4月、製菓学校に入学。5月、VAZを退所。

## 出演

### 短編映画
- ご報告です、本当の愛見つけました（YouTube、2022年4月1日） - 監督、主演・山下茜 役[12]

### テレビドラマ
- 明日、私は誰かのカノジョ（毎日放送・TBS、2022年4月13日 - 6月29日） - ゲスト・楓の姫 役

### ウェブ番組
- Mel TV（VAZ・YouTube、2018年7月22日 - 2019年） - レギュラー[5]

## 書籍

### エッセイ
- 未来を決めるのは私だから王子様も魔法もいらない（KADOKAWA、2019年7月31日） - とどろん
- 可愛い戦争から離脱します（幻冬舎、2019年12月19日） - 整形アイドル轟ちゃん[7]